# Mercedes F1 W05 Hybrid
De Mercedes F1 W05 Hybrid , voorheen de Mercedes F1 W05, was een zeer succesvolle Formule 1-auto, die in 2014 werd gebruikt door het Formule 1-team van Mercedes AMG Petronas. De Mercedes F1 W05 Hybrid door Lewis Hamilton en Nico Rosberg. Het was de eerste Formule 1-auto van het Mercedes-team dat gebruik maakte van de nieuwe Mercedes PU106A Hybrid 1600 cc V6 turbomotor. Met 16 overwinningen uit 19 races is het een van de meest dominante auto's geweest uit de geschiedenis van de Formule 1.

## Onthulling
De F1 W05 werd op 28 januari 2014 onthuld op het Circuito Permanente de Jerez. De auto wordt bestuurd door Nico Rosberg en voormalig wereldkampioen Lewis Hamilton.
Red Bull RB10 ·
Mercedes F1 W05 ·
Ferrari F14 T ·
Lotus E22 ·
McLaren MP4-29 ·
Force India VJM07 ·
Sauber C33 ·
Toro Rosso STR9 ·
Williams FW36 ·
Marussia MR03 ·
Caterham CT05